# Big Bear Lake
Big Bear Lake és una població dels Estats Units a l'estat de Califòrnia. Segons el cens del 2000 tenia 5.438 habitants.

## Demografia
Segons el cens del 2000, Big Bear Lake tenia 5.438 habitants, 2.343 habitatges, i 1.494 famílies. La densitat de població era de 332,2 habitants/km².
Dels 2.343 habitatges en un 25,3% hi vivien nens de menys de 18 anys, en un 51,3% hi vivien parelles casades, en un 8,5% dones solteres, i en un 36,2% no eren unitats familiars. En el 29,4% dels habitatges hi vivien persones soles el 10,8% de les quals corresponia a persones de 65 anys o més que vivien soles. El nombre mitjà de persones vivint en cada habitatge era de 2,31 i el nombre mitjà de persones que vivien en cada família era de 2,83.
Per edats la població es repartia de la següent manera: un 22,6% tenia menys de 18 anys, un 6,4% entre 18 i 24, un 24,5% entre 25 i 44, un 29,1% de 45 a 60 i un 17,4% 65 anys o més.
L'edat mediana era de 43 anys. Per cada 100 dones de 18 o més anys hi havia 103 homes.
La renda mediana per habitatge era de 34.447 $ i la renda mediana per família de 41.848 $. Els homes tenien una renda mediana de 36.316 $ mentre que les dones 21.404 $. La renda per capita de la població era de 21.517 $. Entorn de l'11,1% de les famílies i el 13,5% de la població estaven per davall del llindar de pobresa.

## Poblacions properes
El següent diagrama mostra les poblacions més properes.